# Nederlandse kampioenschappen kortebaanzwemmen 2005
De Nederlandse kampioenschappen kortebaanzwemmen 2005 werden gehouden van 16 tot en met 18 december 2005 in het Sloterparkbad in Amsterdam.

## Medaillespiegel
| Plaats | Club                | Goud | Zilver | Brons | Totaal |
| 1      | PSV                 | 8    | 7      | 8     | 23     |
| 2      | Swimteam            | 8    | 3      | 6     | 17     |
| 3      | De Dolfijn          | 6    | 3      | 3     | 12     |
| 4      | Zwemlust-den Hommel | 5    | 2      | 2     | 9      |
| 5      | De Kempvis          | 4    | 2      | 1     | 7      |
| 6      | MNC Dordrecht       | 3    | 8      | 0     | 11     |
| 7      | SBC 2000            | 1    | 2      | 1     | 4      |
| 8      | OZ&PC               | 1    | 1      | 0     | 2      |
| 9      | WVZ                 | 1    | 0      | 4     | 5      |
| 10     | Aquarijn            | 1    | 0      | 0     | 1      |
| 10     | ZV Hoorn            | 1    | 0      | 0     | 1      |
| 11     | DWK                 | 0    | 5      | 5     | 10     |
| 12     | ZPC Hoogeveen       | 0    | 3      | 0     | 3      |
| 13     | TriVia              | 0    | 2      | 2     | 4      |
| 14     | De Zijl-LGB         | 0    | 1      | 2     | 3      |
| 15     | DZ&PC               | 0    | 1      | 0     | 1      |
| 16     | De Dinkel           | 0    | 0      | 2     | 2      |
| 17     | De Columbiaan       | 0    | 0      | 1     | 1      |
| 17     | De Whee             | 0    | 0      | 1     | 1      |
| Totaal | Totaal              | 39   | 40     | 38    | 117    |

## Podia

### Mannen
| Onderdeel            | Goud                                                                         | Goud     | Zilver                                                                            | Zilver   | Brons                                                                   | Brons    |
| -------------------- | ---------------------------------------------------------------------------- | -------- | --------------------------------------------------------------------------------- | -------- | ----------------------------------------------------------------------- | -------- |
| Vrije Slag           |                                                                              |          |                                                                                   |          |                                                                         |          |
| 50 m                 | Bas van Velthoven Swimteam                                                   | 22,24    | Gijs Damen PSV Robert Lijesen MNC Dordrecht                                       | 22,27    |                                                                         |          |
| 100 m                | Robert Lijesen MNC Dordrecht                                                 | 48,94    | Robin van Aggele Zwemlust-den Hommel                                              | 49,00    | Bas van Velthoven Swimteam                                              | 49,02    |
| 200 m                | Robin van Aggele Zwemlust-den Hommel                                         | 1.46,70  | Bas van Velthoven Swimteam                                                        | 1.47,27  | Gijs Damen PSV                                                          | 1.49,13  |
| 400 m                | Maarten van der Weijden MNC Dordrecht                                        | 3.51,94  | Alex Schelvis MNC Dordrecht                                                       | 3.52,28  | Joost Reijns Swimteam                                                   | 3.56,31  |
| 1500 m               | Sebastiaan Verschuren Aquarijn                                               | 15.22,77 | Arjen van der Meulen DZ&PC                                                        | 15.31,68 | Raymond van de Merwe WVZ                                                | 16.10,13 |
| Rugslag              |                                                                              |          |                                                                                   |          |                                                                         |          |
| 50 m                 | Bastiaan Tamminga PSV                                                        | 25,13    | Nick Driebergen Swimteam                                                          | 25,54    | John Keetman PSV                                                        | 25,90    |
| 100 m                | Mitja Zastrow PSV                                                            | 53,50    | Bastiaan Tamminga PSV                                                             | 53,52    | Nick Driebergen Swimteam                                                | 54,74    |
| 200 m                | Nick Driebergen Swimteam                                                     | 1.59,04  | John Keetman PSV                                                                  | 2.00,48  | Sander Karssen DWK                                                      | 2.02,42  |
| Schoolslag           |                                                                              |          |                                                                                   |          |                                                                         |          |
| 50 m                 | Robin van Aggele Zwemlust-den Hommel                                         | 27,85    | Lennart Stekelenburg MNC Dordrecht                                                | 27,89    | Jeroen van den Berkt PSV                                                | 28,64    |
| 100 m                | Robin van Aggele Zwemlust-den Hommel                                         | 1.00,06  | Lennart Stekelenburg MNC Dordrecht                                                | 1.00,73  | Thijs van Valkengoed Swimteam                                           | 1.01,06  |
| 200 m                | Thijs van Valkengoed Swimteam                                                | 2.11,79  | Niels van de Hoek MNC Dordrecht                                                   | 2.14,46  | Sjaak Oude Ophuis De Dinkel                                             | 2.18,86  |
| Vlinderslag          |                                                                              |          |                                                                                   |          |                                                                         |          |
| 50 m                 | Bastiaan Tamminga PSV                                                        | 23,59    | Ewoud Tamminga PSV                                                                | 24,26    | Joris Keizer PSV                                                        | 24,49    |
| 100 m                | Bastiaan Tamminga PSV                                                        | 52,75    | Ewoud Tamminga PSV                                                                | 53,48    | Joris Keizer PSV                                                        | 54,69    |
| 200 m                | Alex Schelvis MNC Dordrecht                                                  | 2.01,75  | Joeri Verlinden PSV                                                               | 2.02,92  | Raymond van de Merwe WVZ                                                | 2.05,03  |
| Wisselslag           |                                                                              |          |                                                                                   |          |                                                                         |          |
| 200 m                | Robin van Aggele Zwemlust-den Hommel                                         | 1.59,20  | Jeroen van den Berkt PSV                                                          | 2.03,84  | Sander Karssen DWK                                                      | 2.04,39  |
| 400 m                | Robin van Aggele Zwemlust-den Hommel                                         | 4.18,24  | Maarten van der Weijden MNC Dordrecht                                             | 4.24,79  | Raymond van de Merwe WVZ                                                | 4.25,89  |
| Vrije slag estafette |                                                                              |          |                                                                                   |          |                                                                         |          |
| 4×100 m              | De Dolfijn Stefan de Die Remko de Jong Kai Pardieck Joost Krommenhoek        | 3.24,72  | MNC Dordrecht Arjan van der Plaat Sem Bijl Alex Schelvis Maarten van der Weijden  | 3.27,78  | WVZ Wouter Smeets Marcel Thijsse Raymond van de Merwe Martijn Smeets    | 3.28,61  |
| 4×200 m              | WVZ Wouter Smeets Marcel Thijsse Raymond van de Merwe Martijn Smeets         | 7.36,52  | DWK Joran Barends Perry Arentsen David uit den Boogaard Sander Karssen            | 7.40,27  | De Dolfijn Joost Krommenhoek Bo Wullings Sander Ganzevles Stefan de Die | 7.43,36  |
| Wisselslag estafette |                                                                              |          |                                                                                   |          |                                                                         |          |
| 4×100 m              | Swimteam Nick Driebergen Thijs van Valkengoed Joost Reijns Bas van Velthoven | 3.42,30  | MNC Dordrecht Lennart Stekelenburg Niels van de Hoek Alex Schelvis Robert Lijesen | 3.47,67  | DWK Perry Arentsen Mans Broekgaarden Joran Barends Sander Karssen       | 3.50,58  |

### Vrouwen
| Onderdeel            | Goud                                                                        | Goud     | Zilver                                                                     | Zilver   | Brons                                                                      | Brons    |
| -------------------- | --------------------------------------------------------------------------- | -------- | -------------------------------------------------------------------------- | -------- | -------------------------------------------------------------------------- | -------- |
| Vrije Slag           |                                                                             |          |                                                                            |          |                                                                            |          |
| 50 m                 | Marleen Veldhuis Swimteam                                                   | 24,72    | Ranomi Kromowidjojo TriVia                                                 | 25,34    | Chantal Groot Swimteam                                                     | 25,45    |
| 100 m                | Marleen Veldhuis Swimteam                                                   | 53,07    | Inge Dekker De Kempvis                                                     | 54,38    | Hinkelien Schreuder PSV                                                    | 54,39    |
| 200 m                | Inge Dekker De Kempvis                                                      | 1.56,86  | Linda Bank De Dolfijn                                                      | 1.58,85  | Haike van Stralen De Kempvis                                               | 1.59,33  |
| 400 m                | Linda Bank De Dolfijn                                                       | 4.12,52  | Rieneke Terink DWK                                                         | 4.17,58  | Marjolein Post Zwemlust-den Hommel                                         | 4.23,63  |
| 800 m                | Linda Bank De Dolfijn                                                       | 8.47,94  | Rieneke Terink DWK                                                         | 8.54,82  | Marjolein Post Zwemlust-den Hommel                                         | 8.59,69  |
| 1500 m               | Edith van Dijk ZV Hoorn                                                     | 16.54,09 | Marjolein Post Zwemlust-den Hommel                                         | 17.06,19 | Linsy Heister PSV                                                          | 17.10,95 |
| Rugslag              |                                                                             |          |                                                                            |          |                                                                            |          |
| 50 m                 | Hinkelien Schreuder PSV                                                     | 27,90 NR | Mariët Koster ZPC Hoogeveen                                                | 29,20    | Stefanie Luiken PSV                                                        | 29,44    |
| 100 m                | Hinkelien Schreuder PSV                                                     | 59,63 NR | Marleen Veldhuis Swimteam                                                  | 1.01,11  | Femke Heemskerk De Zijl-LGB                                                | 1.01,18  |
| 200 m                | Hinkelien Schreuder PSV                                                     | 2.10,29  | Mariët Koster ZPC Hoogeveen                                                | 2.12,17  | Femke Heemskerk De Zijl-LGB                                                | 2.13,45  |
| Schoolslag           |                                                                             |          |                                                                            |          |                                                                            |          |
| 50 m                 | Moniek Nijhuis OZ&PC                                                        | 31,50    | Madelon Baans De Kempvis                                                   | 31,56    | Eline Boers De Columbiaan                                                  | 32,54    |
| 100 m                | Madelon Baans De Kempvis                                                    | 1.09,07  | Moniek Nijhuis OZ&PC                                                       | 1.09,22  | Jolijn van Valkengoed De Dolfijn                                           | 1.10,02  |
| 200 m                | Melanie ten Brink Swimteam                                                  | 2.28,74  | Jolijn van Valkengoed De Dolfijn                                           | 2.31,79  | Loes Zanderink De Dinkel                                                   | 2.32,96  |
| Vlinderslag          |                                                                             |          |                                                                            |          |                                                                            |          |
| 50 m                 | Inge Dekker De Kempvis                                                      | 26,61    | Monique Driessen SBC 2000                                                  | 27,89    | Ranomi Kromowidjojo TriVia                                                 | 28,28    |
| 100 m                | Inge Dekker De Kempvis                                                      | 58,05    | Sandra Temmerman SBC 2000                                                  | 1.02,47  | Marina Scheepbouwer De Whee                                                | 1.02,62  |
| 200 m                | Sandra Temmerman SBC 2000                                                   | 2.15,76  | Hedwig Kikkert TriVia                                                      | 2.20,03  | Elvira Jonkers TriVia                                                      | 2.21,28  |
| Wisselslag           |                                                                             |          |                                                                            |          |                                                                            |          |
| 200 m                | Hinkelien Schreuder PSV                                                     | 2.12,85  | Femke Heemskerk De Zijl-LGB                                                | 2.13,67  | Melanie ten Brink Swimteam                                                 | 2.15,39  |
| 400 m                | Jolijn van Valkengoed De Dolfijn                                            | 4.52,44  | Lona Kroese De Dolfijn                                                     | 4.57,55  | Maartje van Keulen SBC 2000                                                | 5.01,41  |
| Vrije slag estafette |                                                                             |          |                                                                            |          |                                                                            |          |
| 4×100 m              | Swimteam Melanie ten Brink Rieneke Schinkel Chantal Groot Marleen Veldhuis  | 3.45,71  | DWK Rieneke Terink Barbara van Rhijn Tamar Bakker Mariëlle Janssen         | 3.47,61  | De Dolfijn Linda Bank Jolijn van Valkengoed Lenneke van Schaik Lona Kroese | 3.47,99  |
| 4×200 m              | De Dolfijn Lenneke van Schaik Jolijn van Valkengoed Lona Kroese Linda Bank  | 8.14,43  | DWK 1 Rieneke Terink Marion van den Berg Zanella Hey Tamar Bakker          | 8.26,32  | DWK 2 Lotte Wilms Joyce van Keulen Mariëlle Janssen Barbara van Rhijn      | 8.28,60  |
| Wisselslag estafette |                                                                             |          |                                                                            |          |                                                                            |          |
| 4×100 m              | De Dolfijn Lenneke van Schaik Jolijn van Valkengoed Chrisje Moes Linda Bank | 4.16,22  | ZPC Hoogeveen Mariët Koster Wendy van der Iest Anita Scheper Charlotte Mol | 4.19,87  | DWK Evy Witlox Yvonne van de Pol Barbara van Rhijn Mariëlle Janssen        | 4.21,21  |